# Michael O’Brien (żeglarz lodowy)
Michael O’Brien (ur. 26 lutego 1960 w Berwyn-Cook County) – amerykański żeglarz lodowy klasy DN, trzykrotny mistrz świata. 
Jest pięciokrotnym medalistą mistrzostw świata w tej klasie (trzykrotnym mistrzem świata), czterokrotnym medalistą mistrzostw Ameryki Północnej.